# Washington (Iowa)
Washington és una ciutat dels Estats Units a l'estat d'Iowa. Segons el cens del 2000 tenia 7.047 habitants.

## Demografia
Segons el cens del 2000, Washington tenia 7.047 habitants, 2.928 habitatges, i 1.903 famílies. La densitat de població era de 561 habitants/km².
Dels 2.928 habitatges en un 27,7% hi vivien nens de menys de 18 anys, en un 53,8% hi vivien parelles casades, en un 8,6% dones solteres, i en un 35% no eren unitats familiars. En el 30,9% dels habitatges hi vivien persones soles el 16,7% de les quals corresponia a persones de 65 anys o més que vivien soles. El nombre mitjà de persones vivint en cada habitatge era de 2,31 i el nombre mitjà de persones que vivien en cada família era de 2,88.
Per edats la població es repartia de la següent manera: un 22,8% tenia menys de 18 anys, un 7,2% entre 18 i 24, un 24,9% entre 25 i 44, un 21,6% de 45 a 60 i un 23,5% 65 anys o més.
L'edat mediana era de 42 anys. Per cada 100 dones de 18 o més anys hi havia 82,8 homes.
La renda mediana per habitatge era de 36.067 $ i la renda mediana per família de 44.497 $. Els homes tenien una renda mediana de 29.961 $ mentre que les dones 20.706 $. La renda per capita de la població era de 18.145 $. Entorn del 5,4% de les famílies i el 9,3% de la població estaven per davall del llindar de pobresa.

## Poblacions més properes
El següent diagrama mostra les poblacions més properes.